# Gestreepte meestimalia
De gestreepte meestimalia (Staphida castaniceps, synoniem: Yuhina castaniceps) is een  zangvogel uit de familie Zosteropidae, die voorkomt in het Oriëntaals gebied. De wetenschappelijke naam werd in 1854 door Frederic Moore gepubliceerd. 

## Kenmerken
De gestreepte meestimalia is 14 cm lang. De vogel heeft maar een klein kuifje. Opvallend aan deze soort is de lichtbruine oogstreep, en net als bij de andere soorten is de kop en het kuifje roodbruin, maar hier met witte streepjes. De vogels is van onder egaal licht grijsbruin.

## Verspreiding en leefgebied
De gestreepte meestimalia komt voor in montane bossen op 600 tot 1200 m boven de zeespiegel in de uitlopers van het Himalayagebied en verder oostelijk tot in het noordwesten van Thailand.
De soort telt vier ondersoorten:
- S. c. rufigenis: oostelijke Himalaya.
- S. c. plumbeiceps: noordelijke staten van noordoostelijk India, noordelijk Myanmar en zuidwestelijk China.
- S. c. castaniceps: zuidelijke staten van noordoostelijk India, zuidoostelijk Bangladesh en westelijk Myanmar.
- S. c. striata: oostelijk en zuidelijk Myanmar en westelijk Thailand.

## Status
De gestreepte meestimalia heeft een ruim verspreidingsgebied en daardoor is de kans op de status kwetsbaar (voor uitsterven) gering. De grootte van de populatie is niet gekwantificeerd, maar waarschijnlijk gaan door verbrokkeling van het leefgebied de aantallen achteruit. Echter, het tempo ligt onder de 30% in tien jaar (minder dan 3,5% per jaar). Om deze redenen staat deze meestimalia als niet bedreigd op de Rode Lijst van de IUCN.